# Gyula Futó
Gyula Futó (ur. 29 grudnia 1907, zm. 2 października 1977) – węgierski piłkarz występujący na pozycji obrońcy. Grał w klubie Újpest FC. Uczestnik mistrzostw świata 1934. W reprezentacji Węgier rozegrał 7 meczów. Zmarł w wieku 70 lat.